# Helen Westcott
Pour les articles homonymes, voir Westcott.

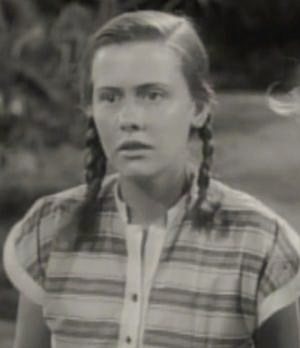
Dans Captives à Bornéo (1950)

Myrthas Helen Hickman, née le 1er janvier 1928 à Los Angeles (Californie) et morte d'un cancer le 17 mars 1998 à Edmonds (État de Washington), est une actrice américaine, connue sous le nom de scène d’Helen Westcott.

## Biographie
Helen Westcott apparaît au cinéma dès 1934 (à six ans) et contribue en tout à quarante-trois films américains, principalement de 1948 à 1960, avant deux derniers films sortis en 1970. Elle tourne notamment plusieurs westerns, l'un de ses plus connus étant La Cible humaine en 1950, aux côtés de Gregory Peck.
À la télévision, elle contribue à trente-quatre séries (dont des séries-westerns), entre 1954 et 1977, et à un téléfilm en 1958.
Elle est la fille de l'acteur Gordon Westcott (1903-1935).

## Filmographie partielle

### Au cinéma
- 1934 : Thunder over Texas d'Edgar Georg Ulmer
- 1935 : Le Songe d'une nuit d'été (A Midsummer Night's Dream) de William Dieterle et Max Reinhardt
- 1948 : Les Aventures de Don Juan (Adventures of Don Juan) de Vincent Sherman
- 1948 : 13 Lead Soldiers de Frank McDonald
- 1948 : Smart Girls don't talk de Richard L. Bare
- 1949 : One Last Fling de Peter Godfrey
- 1949 : La Sirène des bas-fonds (Flaxy Martin) de Richard L. Bare
- 1949 : Le Mystérieux docteur Korvo (Whirpool) d'Otto Preminger
- 1949 : Vénus devant ses juges (The Girl from Jones Beach) de Peter Godfrey
- 1950 : La Cible humaine (The Gunfighter) d'Henry King
- 1950 : Captives à Bornéo (Three Came Home) de Jean Negulesco
- 1950 : Du sang sur le tapis vert (Backfire) de Vincent Sherman
- 1951 : Le Temps des cerises (Take Care of My Little Girl) de Jean Negulesco
- 1951 : L'Énigme du lac Noir (The Secret of Convict Lake), de Michael Gordon
- 1952 : Appel d'un inconnu (Phone Call from a Stranger) de Jean Negulesco
- 1952 : Battles of Chief Pontiac de Felix E. Feist
- 1952 : Return of the Texan de Delmer Daves
- 1952 : Un refrain dans mon cœur (With a Song in my Heart) de Walter Lang
- 1953 : La Charge sur la rivière rouge (The Charge at Feather River) de Gordon Douglas
- 1953 : Tempête sur le Texas (en) (Gun Belt) de Ray Nazarro
- 1953 : Deux Nigauds contre le Dr Jekyll et Mr Hyde (Abbott and Costello meet Dr Jekyll and Mr. Hyde) de Charles Lamont
- 1956 : L'Ardente Gitane (Hot Blood) de Nicholas Ray
- 1958 : Le Petit Arpent du bon Dieu (God's Little Acre) d'Anthony Mann
- 1958 : La Dernière Fanfare (The Last Hurrah) de John Ford
- 1958 : Ombres sur Bourbon Street (The Invisible Avenger) de James Wong Howe, Ben Parker et John Sledge
- 1958 : Le Monstre des abîmes (Monster on the Campus) de Jack Arnold
- 1959 : La Chevauchée des bannis (Day of the Outlaw) d'André De Toth
- 1960 : La Ruée vers l'Ouest (Cimarron) d'Anthony Mann
- 1960 : Studs Lonigan d'Irving Lerner
- 1970 : Entre Dieu et la femme (Pieces of Dreams) de Daniel Haller
- 1970 : Une certaine façon d'aimer (I love my Wife) de Mel Stuart

### À la télévision
Séries, sauf mention contraire
- 1958 : Première série Perry Mason
  - Saison 1, épisode 19 The Case of the Haunted Husband de Lewis Allen
- 1958 : Première série Mike Hammer
  - Saison 1, épisode 28 It's an Art de Boris Sagal
- 1958 : Tales of Frankenstein, téléfilm de Curt Siodmak
- 1959 : Rawhide
  - Saison 2, épisode 1 Incident of the Day of the Dead de Stuart Heisler

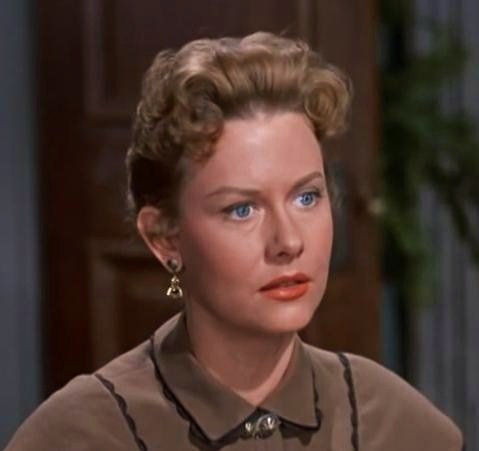
Dans Bonanza (épisode The Fear Merchants, 1960)

- 1960 : Au nom de la loi (Wanted : Dead or Alive)
  - Saison 2, épisode 24 Affaire de famille (A House divided) de George Blair
- 1960-1963 : Bonanza
  - Saison 1, épisode 20 The Fear Merchants (1960) de Lewis Allen
  - Saison 4, épisode 15 The Colonel (1963) de Lewis Allen
- 1963 : Suspicion (The Alfred Hitchcock Hour)
  - Saison 1, épisode 22 Diagnosis : Danger de Sydney Pollack
- 1964 : La Quatrième Dimension (The Twilight Zone)
  - Saison 5, épisode 14 Prends le volant (You drive) de John Brahm
- 1970 : Mannix
  - Saison 3, épisode 15 Walk with a Dead Man d'Harvey Hart
- 1977 : Switch
  - Saison 2, épisode 18 The Four Horsemen